# Universal subscriber identity module

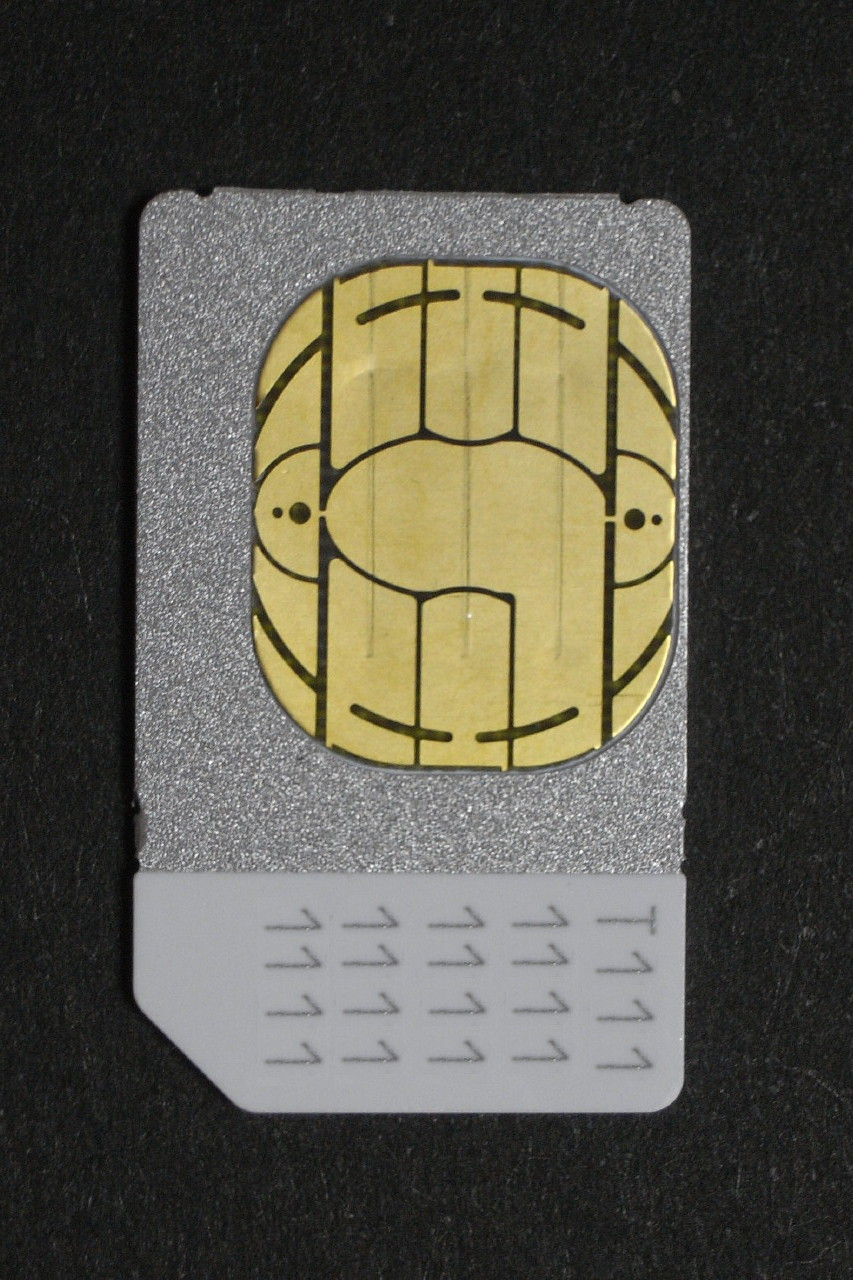
Karta USIM

USIM (ang. universal subscriber identity module, uniwersalny moduł identyfikacji abonenta) – używany w sieciach UMTS (3G) moduł umożliwiający identyfikację abonenta niezależnie od tego, z jakiego terminala korzysta (odpowiednik karty SIM używanej w sieciach 2G). Moduł ten jest fizycznie realizowany w postaci karty elektronicznej (inaczej mikroprocesorowej) UICC (ang. universal integrated circuit card). Jego wymiary są identyczne jak kart używanych w systemie GSM.

## Budowa
Moduł zbudowany jest z dwóch bloków funkcjonalnych: bloku MT (ang. mobile termination), który jest odpowiedzialny za realizację funkcji zapewniających łączność z radiową siecią dostępową, oraz z bloku TE (ang. terminal equipment), który realizuje aplikacje. Transfer danych pomiędzy tymi blokami odbywa się za pośrednictwem funkcji TAF (ang. terminal adaptation function).

## Charakterystyka
Karta USIM pełni w UMTS funkcje związane z przechowywaniem danych systemowych i użytkownika, a także z realizacją niektórych procedur systemowych. Karta zawiera identyfikator abonenta oraz parametry wykorzystywane podczas dostępu do zasobów sieci, między innymi umożliwiające wybór komórek sieci. W module przechowywane są dane związane z przemieszczaniem się abonenta, w tym lokalizacja stacji ruchomej na obszarze sieci i wykazy sieci, z których usług abonent nie może korzystać. Oprócz danych systemowych w karcie USIM mogą być zapisywane SMS-y; abonent może tam także umieścić książkę telefoniczną.